# Pavage de l'espace
«  Nid d'abeille (géométrie) » redirige ici. Pour les autres significations, voir Nid d'abeilles.
Cet article concerne le pavage d'un espace ordinaire (tridimensionnel et euclidien). Pour un nombre quelconque de dimensions, voir Pavage d'un espace multidimensionnel. Pour les géométries non euclidiennes, voir Pavage d'un espace non euclidien.
Pour les articles homonymes, voir Pavage (homonymie).
Un pavage de l'espace est un ensemble de portions de l'espace euclidien de dimension 3, par exemple des polyèdres, dont l'union est l'espace tout entier, sans interpénétration.

## Terminologie
Dans cet emploi le terme pavage est une généralisation à trois dimensions du concept de pavage du plan, lequel dérive directement du sens commun de pavage, le recouvrement d'un sol par des pavés jointifs (des blocs de forme grossièrement cubique) : la surface d'un sol pavé se présente comme un assemblage de carrés jointifs.
En anglais on utilise le terme  honeycomb (« nid d'abeille »), qui fait référence aux cellules de cire construites par les abeilles. En français on réserve plutôt le terme de nid d'abeille (ou d'abeilles) aux structures à base de prismes de section hexagonale.
Honeycomb en anglais, comme pavage en français, est aussi utilisé pour des espaces de dimension supérieure à 3, concurremment avec le terme tiling ou  tessellation (« tuilage »). George Olshevsky a cependant plaidé pour limiter le terme honeycomb aux pavages tridimensionnels et développer une terminologie systématique pour les dimensions plus élevées : tetracomb pour les pavages d'un espace de dimension 4, pentacomb pour les pavages d'un espace de dimension 5, et ainsi de suite.

## Principaux pavages
Il existe 28 pavages uniformes convexes (en) - l'ensemble des pavages uniformes dans l'espace tridimensionnel euclidien rempli par les cellules polyédriques uniformes convexes.
D'autres pavages isoédriques bien connus incluent le pavage dodécaédrique rhombique (en) et le pavage par des dodécaèdres rhombo-hexagonaux (en).
Les pavages les plus simples sont des couches empilées de prismes selon un pavage du plan. En particulier, pour chaque parallélépipède, chaque copie peut remplir l’espace, le pavage cubique étant une forme régulière spéciale.

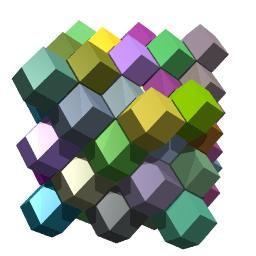
Pavage dodécaédrique rhombique (en).
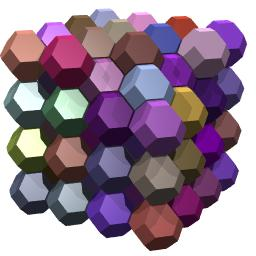
Pavage cubique bitronqué (en).
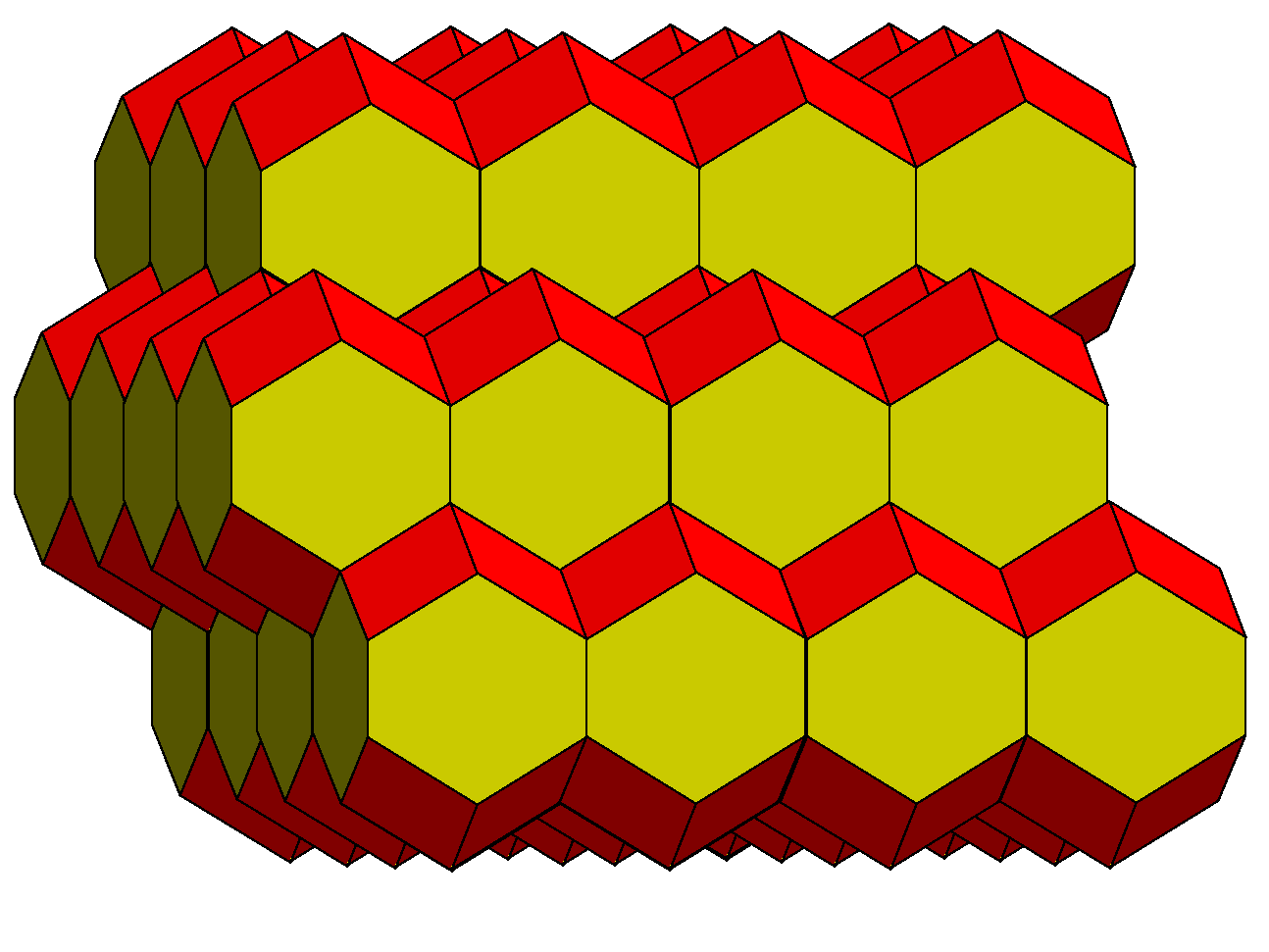
Dodécaèdres rhombo-hexagonaux (en).
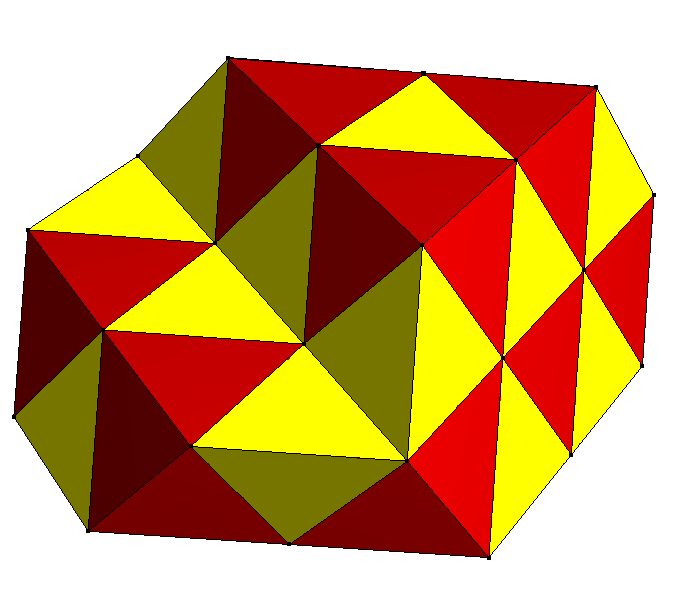
Pavage tétraédrique-octaédrique (en).
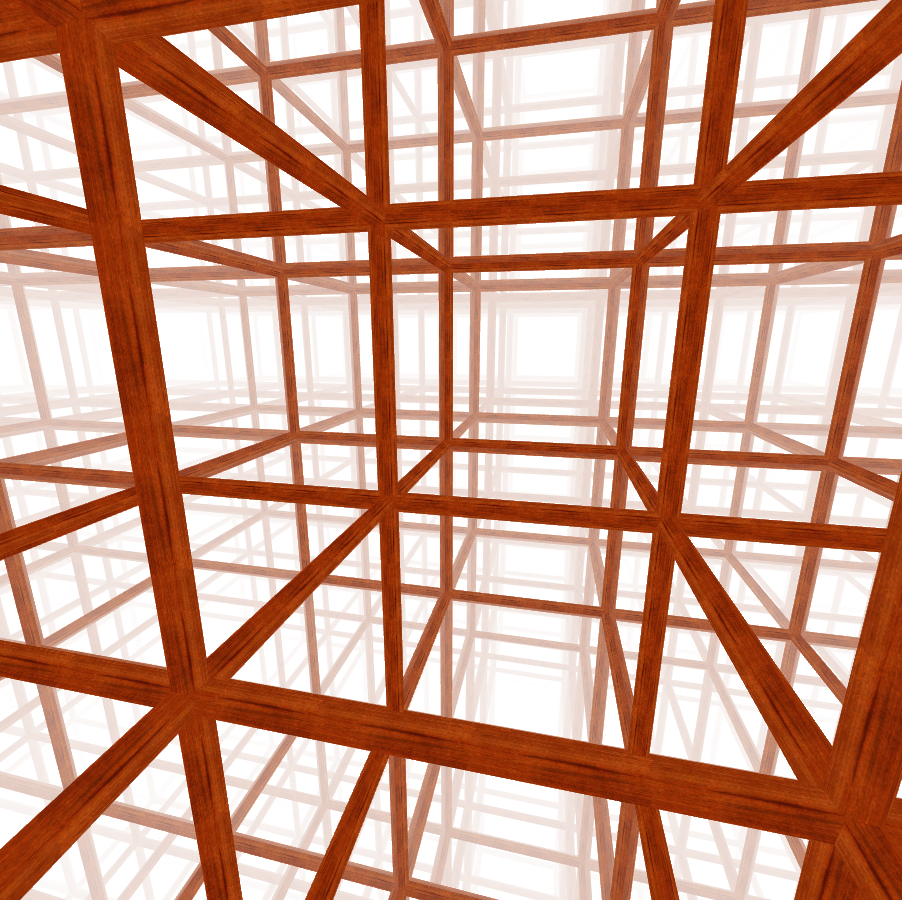
Pavage cubique.